# Leptopelis parbocagii
Leptopelis parbocagii е вид земноводно от семейство Hyperoliidae.

## Разпространение
Видът е разпространен в Ангола, Демократична република Конго, Замбия, Малави, Мозамбик и Танзания.